# Ladislav Gavroň
Ladislav Gavroň (17. října 1937 Spišský Štvrtok – leden 2011 Šaštín-Stráže) byl slovenský fotbalový útočník a trenér. Jeho starší bratr Jozef Gavroň byl také prvoligovým fotbalistou, společně nastupovali za Tatran Prešov.

## Hráčská kariéra
V československé lize hrál za Tatran Prešov. Začínal v Lokomotívě Spišská Nová Ves a během základní vojenské služby nastupoval za Křídla vlasti Olomouc.

### Prvoligová bilance
| Ročník             | Zápasy | Góly | Minuty | Klub             |
| ------------------ | ------ | ---- | ------ | ---------------- |
| I. liga 1958/59    | 7      | 1    | 343    | TJ Tatran Prešov |
| CELKEM I. ČS. LIGA | 7      | 1    | 343    |                  |

## Trenérská kariéra
Od roku 1973 bydlel v Šaštíně-Strážích, kde začal trénovat A-mužstvo místního Slovanu.